# Lago Amatitlán
Lago Amatitlán is een kratermeer in het departement Guatemala in Guatemala. Het meer ligt ten zuiden van Guatemala-Stad en ligt op een hoogte van ongeveer 1188 meter boven zeeniveau. Het heeft een diepte van maximaal 33 meter, maar is gemiddeld 18 meter diep. Het is 11 kilometer lang en drie kilometer breed.
De primaire instroom van het meer is de rivier de Villalobos en de uitgaande rivier van het meer is de Michatoya, een belangrijke zijrivier van de Río María Linda. De stad Amatitlán is gelegen aan het begin van de rivier Michatoya. Een dam met een spoorweg erop werd gebouwd op het smalste punt en verdeelde het meer in twee waterlichamen met verschillende fysische, chemische en biologische eigenschappen: een noordwestelijk en zuidoostelijk bekken.
Het meer wordt gebruikt als waterbron, voor navigatie en vervoer, bezienswaardigheden en toerisme (10.000 bezoekers per jaar), recreatie (zwemmen, sportvissen, waterskiën, zeilen) en visserij.
Ongeveer 15 kilometer naar het westen ligt de Volcán de Agua en ongeveer 8 kilometer ten zuidwesten van het meer ligt de vulkaan Pacaya.